# Уле, Макс
Фри́дрих Макс У́ле (нем. Friedrich Max Uhle), в Латинской Америке Федерико Макс Уле (исп. Federico Max Uhle, 25 марта 1856, Дрезден, Королевство Саксония — 11 мая 1944, Лобен, Генерал-губернаторство) — немецкий археолог, «отец южноамериканской археологии». Более 40 лет занимался археологическими исследованиями на территориях Перу, Чили, Эквадора и Боливии, совершил множество археологических находок и способствовал развитию научной и музейной теории и практики. Основатель и первый глава Исторического музея Перу в Лиме. Впервые в истории американистики применил стратиграфический метод при раскопках Пачакамака, первооткрыватель культуры Моче.
Получив образование филолога-востоковеда, в 1880 году Макс Уле защитил диссертацию в области синологии. Проработав куратором этнографического музея в Лейпциге восемь лет, в 1888 году перешёл в Берлинский музей этнологии и во время VII Международного конгресса американистов заинтересовался историей и археологией Южной Америки. В 1892 году на средства Этнографического музея и при правительственной поддержке отправился в Аргентину и Боливию, обследовав руины Тиуанако и культуру уру на озере Титикака. Далее работал в Куско. В следующее десятилетие работы спонсировал Пенсильванский университетский музей, они позволили раскопать Пачакамак (1896) и доказать широкое распространение культуры Тиуанако на перуанской территории, что позволило создать морфологическую датировку археологических памятников. В 1898 году получил грант Калифорнийского университета в Беркли для раскопок на перуанском побережье, открыв новую археологическую культуру в долине Моче, создав стратиграфическую схему, основанную на керамическом материале. В 1901—1903 годах преподавал в Беркли, с 1903 года вновь работал в Перу, где возглавлял археологическую секцию Исторического музея Лимы (1906—1912). Далее в 1912—1919 годах М. Уле вёл раскопки в Чили, возглавлял в Сантьяго Музей этнологии, а в 1919 году переехал в Эквадор, где работал в Центральном университете. В 1920-е годы представил свою концепцию заселения Южной Америки и генетических связей цивилизаций Мезоамерики и Перу с единым центром её формирования в зоне майя. В 1933 году вернулся в Германию, проведя в Новом Свете 41 год. Работал в Иберо-Американском институте, в 1939 году вернулся в Перу на XXVII Международный конгресс американистов. Его диффузионистская теория вызвала резкие возражения археолога Хулио Тельо. В 1942 году как подданный Третьего Рейха был депортирован, после возвращения в Германию обосновался в Силезии, где скончался в психиатрической клинике.

## Годы в Германии (1856—1892)
Макс Уле появился на свет в 1856 году в семье уважаемого хирурга, приближённого ко двору саксонской знати. В 1875 году Макс Уле окончил школу в Мейсене, отслужил в армии и затем изучал филологию и общее языкознание в университетах Лейпцига и Гёттингена, отдавая предпочтение восточным и восточно-азиатским языкам. В 1880 году он защитил докторскую диссертацию по теме китайской грамматики под руководством Ханса Георга фон дер Габеленца.
В 1881—1888 годах Уле занимал должность ассистента в Королевском зоологическом и антрополого-этнографическом музее Дрездена. В 1882 году ему встретился вернувшийся из Южной Америки путешественник и коллекционер Альфонс Штюбель, который передал музею часть своей коллекции. Книга Штюбеля «Totenfeld von Ancon in Peru» о его путешествии в Перу вызвала у Макса Уле большой интерес к этой области знаний.
В 1888 году Уле переводится в Этнологический музей Берлина под начало его основателя Адольфа Бастиана, который разделял новое увлечение Уле. Уле специализируется на доколумбовой культуре западного побережья Южной Америки. Особенно его интересовали культурные связи и хронология их возникновения.

## Новый Свет (1892—1933)

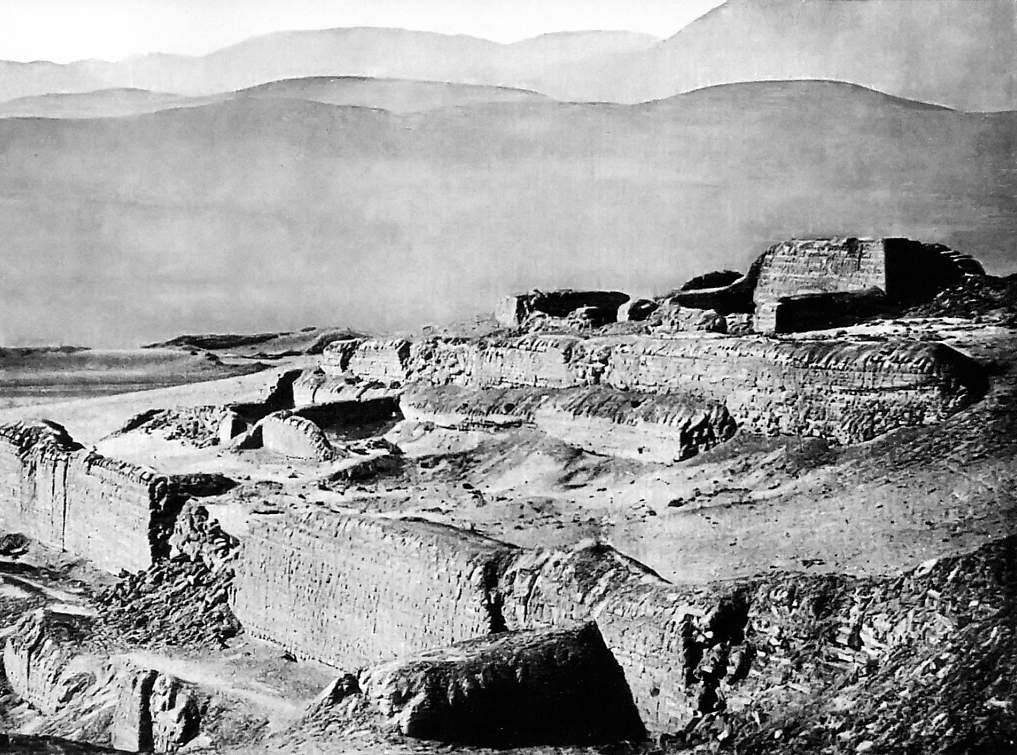
Пачакамак на фотографии ок.1900 года.

С 1891 года Уле планировал отправиться в трёхгодичную (1892—1895) исследовательскую экспедицию с Штюбелем. В 1892—1893 годах Уле исследовал север Аргентины, в 1894 году достиг Ла-Паса в Боливии, параллельно описал язык аймара. В официальных письмах к правительству Боливии он призывал защитить памятники Тиауанако, пребывавшие в ужасном состоянии, а также разместил копию письма в газете «El Comercio» (опубликовано 7 мая 1894). Нестабильная ситуация в стране вынудила Уле уехать.
Уле смог возобновить полевые работы благодаря спонсорству Пенсильванского университета. В январе 1896 года Уле прилетел в Лиму, Перу. В марте начались раскопки в Пачакамаке, в 30 км южнее Лимы. По слоям земли он смог установить последовательность культурных слоёв, последним из которых обозначилась культура Империи инков.
Отчёт о проделанной в Пачакамаке работе получил высокую оценку и всё ещё используется в качестве руководства по изучению южноамериканской археологии. Уле подтвердил версию о наличие тиуанакских каменных скульптурных изображений на керамике, тканях и прочих артефактах в данных прибрежных зонах. Он собрал и сопоставил 90 тысяч артефактов из разных районов возрастом более 3000 лет.
Несколько лет Уле читал лекции в Пенсильванском университете, занимался переводами. В Филадельфии он познакомился со своей будущей женой немецкого происхождения Шарлоттой Гросс. В 1902 году Уле проводил раскопки в заливе Сан-Франциско при помощи стратиграфического метода, обнаружил и задокументировал кьёккенмединги.
Благодаря финансовой поддержке Фиби Херст (1842—1919), матери Уильяма Рэндольфа Херста, Уле в 1899—1905 годах проводит в Перу раскопки и собирает коллекцию артефактов (ныне выставлена в антропологическом музее имени Фиби Херст при университете в Беркли). В 1989 году Уле обнаружил Huaca de la Luna в стиле мочика, место, которое назвал «прото-чиму». С декабря 1900 года два месяца Уле занят раскопками в инкской долине, с января 1901 года переходит ниже к долине Hasienda Ocucaje, где в захоронениях находит прекрасные расписные вазы культур наска и паракас.
С 1904 года Калифорнийский университет в Беркли планировал расширить свою музейную коллекцию, профинансировав работу Макса Уле в Трухильо (Перу), но в 1905 году контракт не продлили. Возможно, отказ был связан с принятием новых правил в Перу, касающихся вывоза археологических ценностей.
Уле занял пост руководителя археологического отдела в Национальном музее в Лиме, а также занимался исследованиями юга Сьерра-Перу. С 1909 года нарастающие финансовые проблемы и интриги привели к переводу Уле в 1912 году в Этнологический музей Сантьяго в Чили. Помимо музейной работы Уле занимался древностями чилийского севера.
В 1917 году он был первым, кто научно описал и классифицировал мумии Чинчорро.
В 1920 году Уле был приглашён в Эквадор историком, политиком и археологом Хасинто Хихон-и-Кааманьо (1890—1950). Политические проблемы в судьбе Кааманьо в 1924 года привели к разрыву договора с Уле. Эквадорское правительство учредило кафедру эквадорской археологии в Центральном университете в Кито, где в 1925 году Уле получил должность и смог продолжить свою музейную и археологическую деятельность. Уле удалось обнаружить руины инкского города Тумебамба в Куэнке и исследовать доколумбовы культуры на Тихоокеанском побережье и эквадорской Сьерры.

## Последние годы (1933—1944)

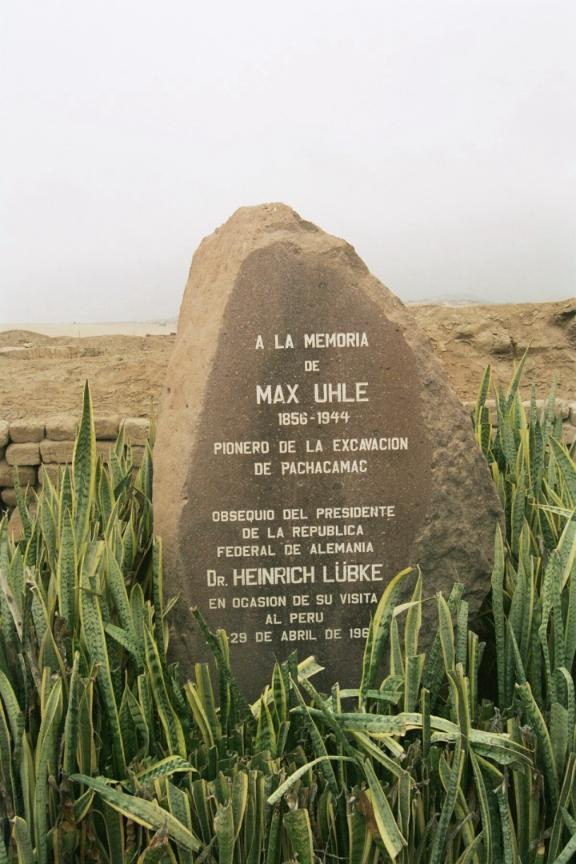
Памятный камень в честь Макса Уле установлен в Пачакамаке от имени президента ФРГ Генриха Любке.

В 1933 году 77-летний Макс Уле вернулся на родину практически нищим человеком. Он устроился на работу в недавно созданный Иберо-Американский институт, где читал лекции. В 1935 и в 1939 годах он ездил на конгресс американистов в Севилью и Лиму. В связи с началом Второй мировой войны он смог вернуться в Берлин лишь в 1942 году. Спасаясь от бомбардировок, Уле с семьёй перебрался сначала в Саксонию, затем в Силезию, где скончался в мае 1944 года в одном лечебно-профилактическом учреждении в Люблинеце.
В честь археолога названы некоторые общественные учреждения:
- Немецкая школа в Арекипа в Перу названа в честь Макса Уле.
- Краеведческий музей Касмы имени Макса Уле

## Труды
Многие сочинения Уле не опубликованы. Наследие Макса Уле хранится в Иберо-Американском институте Прусского культурного наследия в Берлине.
Работы Макса Уле:
- 1903 — Pachacamac
- 1907 — The Emereville Shellmound
- 1908 — La esfera de influencia del país de los incas
- 1910 — Über die Frükulruren in der Umgebung von Lima (доклад, представленный на 16 м международном конгрессе американистов)[2].
- 1912 — Las relaciones prehistóricas entre el Perú y la Argentina
- 1912 — Los orígenes de los incas
- 1913 — Die Ruinen von Moche
- 1917 — Las fortalezas incaicas de Incallacta y Machupicchu
- 1920 — Los principios de las antiguas civilizaciones peruanas
- 1920 — Los principios de las civilizaciones en la sierra peruana
- 1935 — Las antiguas civilizaciones del Perú frente a la arqueología e historia del continente americano

### Некрологи и юбилейные публикации
- Disselhoff H. D. Max Uhle (1856—1944) zum Gedächtnis :  [нем.] // Zeitschrift Für Ethnologie. — 1956. — Bd. 81, H. 2. — JSTOR 25840422.
- Kutscher G. Max Uhle zum Gedächtnis :  [нем.] // Ibero-amerikanisches Archiv. — 1944. — Bd. XVIII, H. 1/2. — JSTOR 43149010.
- Percy Dauelsberg H. Cuadragésimo Aniversario de la muerte de Max Uhle 11.5.1944 — 11.5.1984 :  [исп.] // Chungará : Revista de Antropología Chilena. — 1984. — № 12 (diciembre). — P. 173—178. — JSTOR 27801806.

### Монографии и статьи
- Cusco revelado. Fotografías de Max T. Vargas, Max Uhle y Martín Chambi :  [исп.] / Ed. Andrés Garay Albújar. — Berlín, Piura : Ibero-Amerikanisches Institut; Universidad de Piura, 2017. — 192 p. — 500 экз. — ISBN 978-9972-48-191-8.
- The history of archaeology: an introduction / edited by Paul Bahn. — London and New York : Routledge, 2014. — xxii, 255 p. — ISBN 978-0-415-84170-2.
- Max Uhle y el Perú Antiguo :  [исп.] / ed. P. Kaulicke. — Lima : Fondo Editorial de la Pontificia Universidad Católica del Perú, Av. Universitaria, 1998. — 364 p. — ISBN 9972-42-139-2.
- Max Uhle (1856—1944). Evaluaciones de sus investigaciones y obras :  [исп.] / ed. Peter Kaulicke, Manuela Fischer, Peter Masson y Gregor Wolff. — Lima : Fondo Editorial de la Pontificia Universidad Católica del Perú, 2010. — 384 p. — 500 экз. — ISBN 978-9972-42-929-3.
- Menzel D. The archaeology of ancient Peru and the Work of Max Uhle. — Berkeley : R. H. Lowie Museum of Anthropology University of California, 1977. — 135 p.
- Rowe J. H. Max Uhle, 1856—1944: A Memoir of the Father of Peruvian Archaeology. — Berkeley and Los Angeles : University of California Press, 1954. — viii, 134 p. — (University of California Publications in American Archaeology and Ethnology, Vol. 46, No. 1).
- Клейн Л. С. История археологической мысли. — СПб. : Издательство СПбГУ, 2011. — Т. 1. — С. 587, 606. — 688 с. — ISBN 978-5-288-05166-1 (Т. 1). — ISBN 978-5-288-05165-4.